# Landschaftsschutzgebiet Biotopkomplex Kleiner Hagen
Das Landschaftsschutzgebiet Biotopkomplex Kleiner Hagen mit 5,2 ha Flächengröße liegt südwestlich von Sommersell im Stadtgebiet von Barntrup. Es wurde 2006 mit dem Landschaftsplan Oberes Begatal durch den Kreistag des Kreises Lippe als Landschaftsschutzgebiet (LSG) ausgewiesen.

## Beschreibung
Das LSG ist vom Landschaftsschutzgebiet Lipper und Pyrmonter Bergland umgeben. Das LSG umfasst eine reich strukturiert Grünlandfläche an einem nordexponierten Hang. Am Oberhang stehen zwei größere Baumgruppen mit sehr alten Eichen, von denen einzelne abgestorben sind. Am Unterhang im Nordwesten befinden sich zwei kleine Teiche mit Wasserlinsendecken. Im stark ruderalisierte Talgrund stehen Obstbäume.
Zum Landschaftsschutzgebiet führt der Landschaftsplan aus: „Das Gebiet ist wertvoll für Höhlenbrüter, ihm kommt Bedeutung als Trittsteinbiotop zu. Das Gebiet liegt innerhalb der Biotopverbundfläche der LÖBF  NRW VB-DT-3919-015, "Bewaldete Berge im nördlichen Teil der Blomberger Höhen" mit regionaler Bedeutung.“

## Schutzzwecke für das LSG
Laut Landschaftsplan erfolgte die Ausweisung des LSG
- „zur Erhaltung und Wiederherstellung der Leistungsfähigkeit des Naturhaushaltes in ökologisch besonders wertvoll strukturierten Bereichen mit Wasser-, Klima- und Biotopschutzfunktionen,“
- „zur Erhaltung und Wiederherstellung von Quellbereichen und naturnahen Fließgewässern, Wald- und Grünlandbereichen unterschiedlicher Feuchtestufen, Feldgehölzen, Hecken und Obstwiesen,“
- „zur Erhaltung morphologisch ausgeprägter Bereiche zur Sicherung der landschaftlichen Eigenart und Vielfalt für die Erholung, “
- „zur Erhaltung wertvoller Biotopkomplexe aus Wald-Grünlandbereichen, Fließgewässern und Quellen sowie Biotopen nach § 62 LG mit wichtigen Refugial-, Puffer-, Trittstein- und Vernetzungsfunktionen,“
- „zur Erhaltung und Wiederherstellung wichtiger Rückzugsräume für die bedrohte Tier- und Pflanzenwelt,“
- „zur Sicherung von kulturhistorisch bedeutsamen Landschaften, z. B. Terrassenkulturlandschaften,“
- „zur Sicherung der das Orts- und Landschaftsbild gliedernden und belebenden und die dörflichen Siedlungsstrukturen prägenden Freiraumelemente.“[1]

## Rechtliche Vorschriften
Im Landschaftsschutzgebiet ist unter anderem das Errichten von Bauten und das Anlegen von Fischteichen verboten.